# Estado de Creta
O Estado de Creta (em grego: Κρητική Πολιτεία) foi criado em 1898, na sequência da intervenção das grandes potências na ilha de Creta. Em 1897, uma insurreição em Creta levou o Império Otomano a declarar guerra à Grécia, que levou o Reino Unido, França, Itália e Rússia a intervir, alegando que o Império Otomano já não podia manter o controle. Foi o prelúdio da anexação definitiva da ilha ao Reino da Grécia, que ocorreu de facto em 1908 e de jure em 1913.

## História

### Criação do Estado de Creta

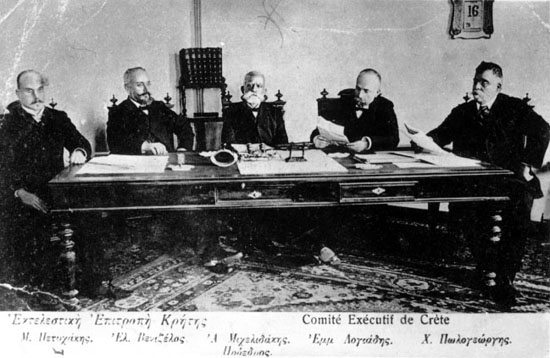
O Conselho Executivo cretense de 1898. Venizelos é o segundo da esquerda.

Em março de 1897, as grandes potências decidiram restaurar a ordem, governando a ilha temporariamente através de uma comissão de quatro almirantes que permaneceram no cargo até a chegada do Príncipe Jorge da Grécia como o primeiro Alto Comissário (em grego: Αρμοστής) de uma Creta autônoma, efetivamente separada do Império Otomano, em 9 de dezembro de 1898. As forças turcas foram expulsas em 1898, e um Estado de Creta autônomo, sob suserania otomana, guarnecido por uma força militar internacional, e com o seu Alto Comissariado fornecido pela Grécia, foi fundado.
Em 13 de dezembro de 1898, Jorge da Grécia chegou como Alto Comissário para um mandato de três anos. Em 27 de abril de 1899, um Comitê Executivo foi criado, no qual um jovem advogado de Atenas, Eleftherios Venizelos, instruído em Chania, participava como Ministro da Justiça. Em 1900, Venizelos e o príncipe haviam desenvolvido diferenças acerca das políticas internas, bem como a questão da Enosis, a união com a Grécia.
Venizelos renunciou precocemente em 1901, e durante os próximos três anos, ele e seus adeptos travaram uma amarga luta política com a facção do príncipe, levando a um impasse político e administrativo na ilha.

### Turbulência interna - A Revolta de Therisos
Eventualmente, em março de 1905, Venizelos e seus partidários reuniram-se na aldeia de Therisos, nas colinas perto de Chania, constituindo uma "Assembleia Revolucionária", que exigia reformas políticas e declarou a "união política da ilha de Creta com a Grécia como um Estado único livre constitucional" em um manifesto entregue aos cônsules das grandes potências. A rebelião eclodiu em 10 de março, e reuniu os opositores de Jorge da Grécia, acusando-o de autoritarismo e antidemocracia. Mas a ideia diretriz dessa rebelião é a anexação de Creta a Grécia. A Gendarmaria cretense permaneceu leal ao Príncipe, mas numerosos deputados aderiram à revolta, e apesar da declaração da lei militar em 18 de julho, suas forças militares não se moveram contra os rebeldes. Em seguida, é decretada a lei marcial, mas a presença de dois governos paralelos leva a um simulacro de guerra civil e alguns confrontos com algumas vítimas na região de Chania.
Em 15 de agosto, a Assembleia cretense votou a favor das propostas de Venizelos, e as Grandes Potências intermediaram um acordo, pelo qual o príncipe Jorge renunciaria e uma nova constituição seria criada. Nas eleições de 1906, os partidos favoráveis ao príncipe tiveram 38 127 votos, enquanto os partidos pró-Venizelos obtiveram 33 279 votos; mas em setembro de 1906, o príncipe Jorge foi substituído pelo ex-primeiro-ministro grego Alexandros Zaimis e deixou a ilha. Além disso, oficiais gregos chegaram para substituir os italianos na organização da Gendarmeria, e a retirada das tropas estrangeiras foram iniciadas, deixando Creta de facto sob o controle grego.

### União com a Grécia

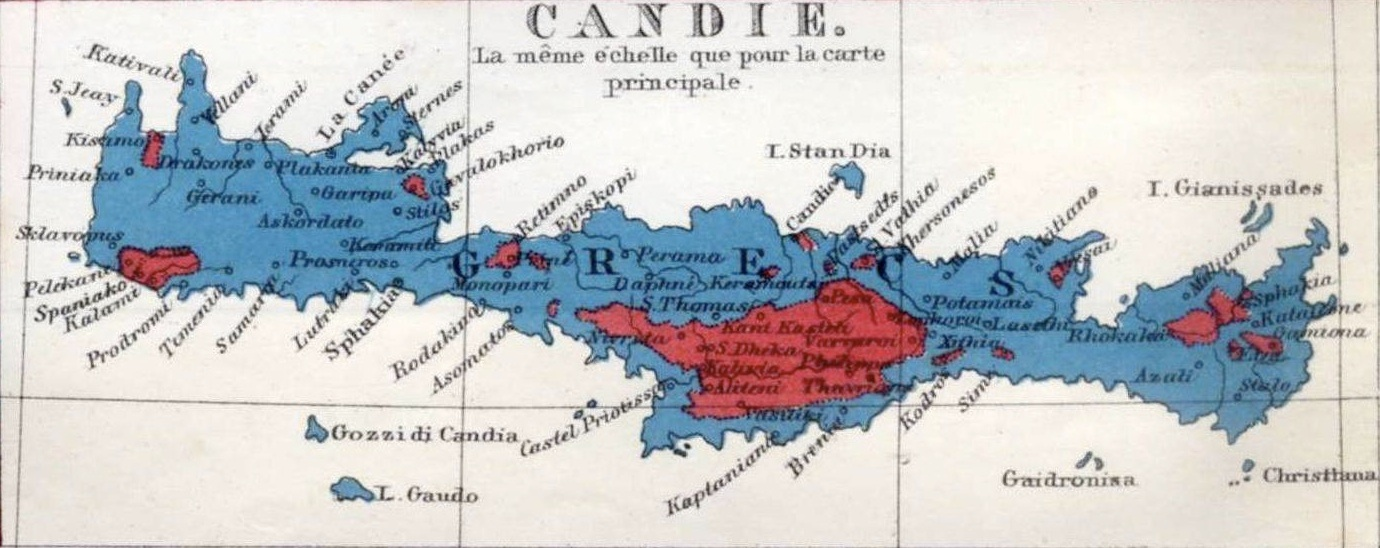
Mapa que mostra a divisão étnica da ilha de Creta (Candia) por volta de 1861; turcos estão em vermelho, e gregos em azul

Em 1908, aproveitando-se da turbulência interna no Império Otomano, bem como o calendário de férias de Zaimis a distância da ilha, os deputados de Creta declararam a união com a Grécia,  mas esse ato não foi reconhecido internacionalmente até 1913, após a Guerra dos Balcãs.
Pelo Tratado de Londres, o sultão Maomé V Raxade renunciou a seus direitos formais na ilha. Em dezembro, a bandeira grega foi colocada na Fortaleza Firka em Chania, com o comparecimento de Elefthérios Venizélos e do Rei Constantino; e Creta foi formalmente unificada com a Grécia continental. A minoria muçulmana da ilha de Creta, inicialmente, permaneceu na ilha, mas posteriormente seria transferida para a Turquia no âmbito da troca de populações acordada no Tratado de Lausanne de 1923 entre a Turquia e a Grécia.